# برنامج دبي للأداء الحكومي المتميز
برنامج دبي للأداء الحكومي المتميز أنشئ عام 1997 بأمر من الشيخ محمد بن راشد آل مكتوم. وهو يسعى لتطوير أداء دوائر دبي الحكومية بكافة عناصر سواء في خدماتها أو في إداراتها أو في تطوير وابتكار أساليب جديدة لإدارتها وتطوير كوادرها الوظيفية وإبراز الطاقات التي تتوفر فيها الإمكانات القيادية. وللبرنامج حوافز منها جائزة سنوية تمنح ضمن احتفال يحضره رجالات وقيادات الدولة. وتعرف بجائزة دبي للأداء الحكومي المتميز.
يهدف البرنامج إلى تعزيز كفاءة وفاعلية الحكومة في دبي وتحسين جودة الخدمات المقدمة للمتعاملين، ويعتمد على مجموعة من المعايير والمؤشرات التي تهدف إلى قياس أداء الدوائر الحكومية والجهات المختلفة في الإمارة ويتضمن البرنامج آلية شاملة لتقييم الأداء الحكومي من خلال مجموعة من المؤشرات التي تغطي جوانب عدة، مثل سرعة وجودة تقديم الخدمات، ورضا المتعاملين، ومعدلات الإنجاز، وكذلك الابتكار في تطوير الخدمات الحكومية، وتعتمد هذه المؤشرات على بيانات حقيقية ومؤشرات ملموسة تتعلق بكافة جوانب الخدمات المقدمة من قبل الجهات الحكومية المختلفة، ويشجع بذلك الجهات الحكومية على الاستفادة من التجارب الناجحة وتبنِّي أفضل الممارسات في تقديم الخدمات،ويعززالتنافسية بين الجهات الحكومية،

## التأسيس
تم تأسيس البرنامج الذي يعد أول برنامج متكامل للتميّز الحكومي في العالم لكي يكون القوة المحركة لتطوير القطاع الحكومي بدبي، وتمكينه من تقديم خدمات متميّزة لجميع المتعاملين معه، والمستفيدين من خدماته، وساهم البرنامج بإحداث نقلة نوعية حقيقية في الأداء والمفاهيم والممارسات والأساليب الإدارية المطبقة في القطاع الحكومي. وكان محمد عبدالله القرقاوي، أول أمين عام للبرنامج والذي قال في دورته الأولى:«يجسد برنامج دبي للأداء الحكومي المتميز انطلاقة جديدة بدبي نحو العالمية ودخول الألفية الثالثة وفق أسس تستند أساسا لعناصر التحفيز والابتكار وتهيئة البيئة المناسبة للابداع». ولدى تأسيسه في عام 1997، ضم البرنامج ثلاث فئات وهي: أفضل دائرة حكومية وأفضل إدارة حكومية وهي تشمل جميع الوحدات التنظيمية على مستوى الإدارات، والفئة الثالثة هي الموظف الحكومي المتميز ويعني الموظف الذي سيتم اختياره كأكثر الموظفين كفاءة وإبداعاً. وتم تكريم الفائزين في الدورة الأولى من البرنامج بتاريخ 22 نوفمبر 1998 . وأمر الشيخ محمد بن راشد آل مكتوم بتغيير اسم جائزة دبي للأداء الحكومي المتميز إلى برنامج دبي للأداء الحكومي المتميز وتحويلها من جائزة تقدم مرة واحدة في العام إلى برنامج دائم طوال العام، انطلاقاً من اهتمامه بالعنصر البشري وتدريب الكوادر البشرية باعتبارها العنصر الأساسي والفاعل في العملية الانتاجية.

## تطور البرنامج
بتوجيهات الشيخ محمد بن راشد آل مكتوم، كلّف البرنامج بالإشراف على تطبيق منظومة التميز الحكومي بدبي اعتباراً من عام 2016. وانطلاقاً من حرص البرنامج على تطوير أنظمته ومراجعة فئاته ومعاييره ومنهجياته وأساليب عمله بشكل منتظم لمواكبة التغيّرات المتجددة في عالم الإدارة والجودة والاستجابة لمتطلبات القطاع الحكومي بدبي، قام البرنامج في سبتمبر عام 2019 بتطوير شامل لمستويات وآليات التقييم والتكريم وإدخال حزمة من التعديلات على أنظمة العمل والمبادرات تهدف لزيادة القيمة المضافة المقدمة للجهات الحكومية. وفي عام 2019، وجه الشيخ حمدان بن محمد بن راشد آل مكتوم بتعيين هزاع خلفان النعيمي منسّقاً عاماً لبرنامج دبي للأداء الحكومي المتميّز التابع للأمانة العامة للمجلس التنفيذي لإمارة دبي.
في العام 2023 اعتمد الشيخ حمدان بن محمد بن راشد آل مكتوم منظومة العمل المحدثة لبرنامج التميز الحكومي بالتوائم مع منظومة التميز على المستوى الاتحادي بهدف تحقيق نقلة نوعية في الأداء الحكومي المرتكز على أسس ومعايير مبتكرة تتعزز من خلالها جودة الحياة ورفاهية المجتمع. وتقوم المنظومة على محاور رئيسية هي الرؤية، والقيمة المميزة، وممكنات التطوير.

## فئات البرنامج
يتضمن البرنامج عدة فئات هي :
فئات التميّز المؤسسي :وتشمل 12 فئة ضمن برنامج دبي للتميز الحكومي 2024 هي جائزة النخبة، والجهة الحكومية الرائدة، وأفضل جهة في مجال الابتكار والتعلم المؤسسي، وأفضل جهة في مجال التمكين الرقمي، وأفضل جهة في تحقيق خطة دبي، وأفضل جهة في مجال رأس المال البشري، وأفضل جهة في مجال تقديم الخدمات المتكاملة، وأفضل جهة في مجال الكفاءة والحوكمة، وأفضل جهة صديقة لأصحاب الهمم، وأفضل جهة في مجال التوطين، وأفضل مبادرة مشتركة، والجهة الأكثر جاهزية للمستقبل.
فئات التميّز الوظيفي: وتشمل: القيادة، الاستراتيجية، الأداء والإنتاج، الابتكار، الموارد البشرية، الشراكات.
التكريم الخاص: هو آلية تهدف إلى تكريم الجهات الحكومية أو الأفراد الذين قدموا إنجازات استثنائية أو مساهمات متميزة في تحسين الأداء الحكومي وتعزيز خدمات المجتمع.
مبادرة محمد بن راشد للإبداع الحكومي – إبداع: هي مبادرة تهدف إلى تعزيز ثقافة الإبداع والابتكار في القطاع الحكومي في دولة الإمارات العربية المتحدة. أطلقها الشيخ محمد بن راشد آل مكتوم، وذلك لتطوير الأداء الحكومي وتحسين جودة الخدمات المقدمة للمواطنين والمقيمين، وتسعى المبادرة إلى تطبيق أفضل الممارسات العالمية في الابتكار وتطوير الحلول الإبداعية للتحديات التي تواجه الجهات الحكومية. كما تشمل المبادرة مجموعة من البرامج التدريبية وورش العمل التي تهدف إلى تمكين الموظفين الحكوميين من تطوير مهاراتهم الإبداعية 

## الأهداف الاستراتيجية
من أهم الأهداف الاستراتيجية للبرنامج:
- تعزيز الجودة والكفاءة
- تحقيق التميز المؤسسي
- تحسين تجربة المتعاملين
- ضمان توفير معلومات واضحة حول أداء الجهات الحكومية والنتائج المحققة لتعزيز الشفافية والمساءلة.
- تعزيز التعاون بين الجهات الحكومية لتحقيق تكامل الخدمات والبرامج، مما يسهل انسيابية الإجراءات بين مختلف الجهات.
- استثمار في تطوير مهارات وقدرات الموظفين الحكوميين لضمان قدرتهم على مواجهة التحديات المستقبلية وتحقيق أهداف الحكومة.
- اعتماد التكنولوجيا الرقمية لتحسين العمليات والخدمات الحكومية، مما يسهم في تحقيق التحوُّل الرقمي وتعزيز الكفاءة التشغيلية.
- تحقيق الريادة لحكومة دبي من خلال التميز والإبتكار.[14]
- دعم القيادة لاتخاذ القرار في مجال التميز والإبتكار الحكومي

## الجوائز والأوسمة التي يمنحها البرنامج
تنقسم الجوائز التي يقدمها البرنامج إلى ثلاثة أقسام:

#### الجوائز المؤسسية
التي تمنح للجهات الحكومية بناء على نتائج التقييم انطلاقاً من محاور نموذج النخبة التي تتضمن الرشاقة المؤسسية وعلوم البيانات والذكاء الإصطناعي والشراكة، بالإضافة إلى معايير منظومة التميز الحكومي والتي تتضمن إدارة التطوير، والتوجه الريادي، والمهام الحكومية الرئيسية، والقيمة المجتمعية، ورأس المال البشري والتوطين، وإدارة الموارد، والابتكار، وإدارة البيانات والتعلم المؤسسي والتمكين الرقمي. وتنقسم إلى ثلاثة مستويات وهي المستوى الأساسي، ومستوى التميز، ومستوى النخبة، وتشمل الجوائز المؤسسية:
- جائزة النخبة
- الجهة الحكومية الرائدة
- أفضل جهة في مجال الإبتكار والتعلم المؤسسي
- أفضل جهة في مجال التمكين الرقمي
- أفضل جهة في تحقيق خطة دبي
- أفضل جهة في مجال رأس المال البشري
- أفضل جهة في مجال تقديم الخدمات المتكاماة
- أفضل جهة في مجال الكفاءة والحوكمة

#### أوسمة دبي للتميز
التي تمنح للأفراد بناء على نتائج التقييم وفقاً لمعاييرالتميز الوظيفي التي تتضمن الأداء، والإنجاز، والابتكار، والتعلم المستمر، والفكر المتجدد، والشخصية الإيجابية والمؤثرة، والمبادرة والوعي الريادي، والمهارات القيادية. وتشمل الأوسمة:
- وسام دبي لمساعد المدير العام/المدير التنفيذي
- وسام دبي للموظف الإشرافي
- وسام دبي لموظف سعادة المتعاملين
- وسام دبي للموظف المبتكر
- وسام دبي للموظف المتخصص
- وسام دبي للموظف الإداري
- وسام دبي للموظف الميداني
- وسام دبي للموظف الشاب
- فئة التكريم الخاص - الجندي المجهول

#### الجوائز المتغيرة
التي تمنح انطلاقاً من أولويات حكومة دبي في كل دورة تقييمية وشمل:
- أفضل جهة صديقة لأصحاب الهمم التي استحدثت عام 2015 لتحفيز الجهات الحكومية لتطبيق المعايير التي تجعلها صديقة لأصحاب الهمم
- أفضل جهة في مجال التوطين
- أفضل مبادرة مشتركة
- الجهة الأكثر جاهزية للمستقبل

## الجوائز
- جائزة الأمم المتحدة للخدمة العامة، عن فئة «تطوير إدارة المعرفة بالحكومة»، 2011[18]
- جائزة الأمم المتحدة للخدمة العامة، عن فئة «تحسين عملية تقديم الخدمات الحكومية» على مستوى منطقة غرب آسيا، 2007[18]

## الشفافية مع المتعاملين
ومن ضمن برنامج دبي للأداء الحكومي وفي 12 فبراير 2008 بدأ تطبيق نظام شكاوى المتعاملين في جميع دوائر دبي رسمياً لتحقيق المزيد من الشفافية مع المتعاملين.

## وصلات خارجية
الموقع الرسمي